# Besazio
Besazio  är en ort och kommundel (quartiere) i kommunen Mendrisio i kantonen Ticino, Schweiz. 
Besazio var tidigare en självständig kommun, men 14 april 2013 blev Besazio en del av Mendrisio. 